# Åbo ritskola

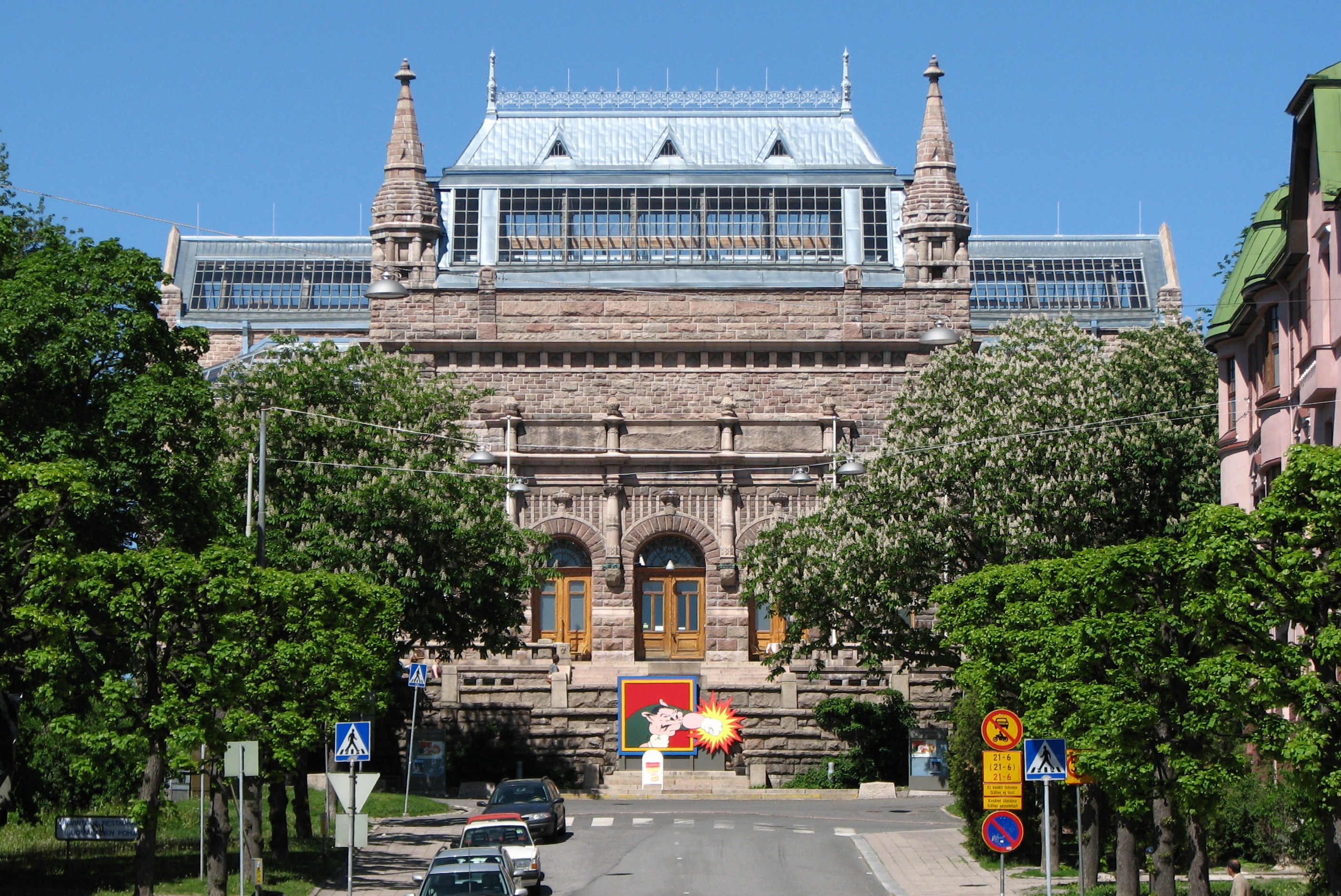
Åbo konstmuseum, där Åbo ritskola (då under namnet Finlands Konstnärsförbunds ritskola i Åbo), bedrev undervisning 1904-33

Åbo ritskola var Finlands äldsta konstskola, idag en del av konstakademin vid Åbo yrkeshögskola.
Åbo ritskola grundades 1830 av målarämbetet i Åbo med målarmästaren Carl Gustaf Söderstrand (1800–62) som eldsjäl 1830 som Finlands första konstskola, med Konstakademien i Stockholm som modell. Ritskolan var ursprungligen öppen endast för målarämbetets lärlingar och gesäller och Carl Gustaf Söderstrand var skolans huvudsakliga finansiär och dess enda lärare under skolans första femton år. Skolan omorganiserades 1846 för att bli landets första öppna konstskola för att tillgodose också blivande artisters utbildningsbehov och tog emot kvinnliga elever från 1852.
Skolan har över åren bedrivits under flera namn. Den övertogs av Finska Konstföreningen 1852, bytte namn till Finska konstföreningens ritskola i Åbo och drevs under detta namn till 1902. Konstföreningen drev också sedan 1848 en ritskola i Helsingfors. Målet för undervisningen i dessa två skolor var att ge eleverna en grund för vidare studier utomlands, och undervisningen var koncentrerad till ritning. Eleverna var få, under 1850-talet åtta–tio per år.
Mellan 1906 och 1981 drevs ritskolan som Åbo Konstförenings ritskola, och år 1980 övertogs skolan av en stiftelse med bland annat Åbo stad, Åbo Akademi och Åbo universitet som intressenter. År 1997 inlemmades den i Åbo yrkeshögskola under namnet Åbo yrkeshögskola, Konstakademin. Denna utgör nu Åbo yrkeshögskolas fakultet för konst, film, drama, musik och journalism, belägen på Slottsgatan 54–60 i Åbo.
Föreståndare och enda lärare för Finska Konstföreningens ritskola var Robert Wilhelm Ekman, som hade knutits till skolan redan 1846 av Carl Gustaf Söderstrand. Under Ekmans tid omvandlades skolan till "en skola för teckning efter antiken". Ekman dog 1873 och efterträddes av den då 28-årige Thorsten Waenerberg, som i sin tur efterträddes av Victor Westerholm som var föreståndare till 1887. Denne efterträddes av Victor Westerholm som föreståndare och huvudlärare 1888.
Skolans ursprungliga lokaler är inte kända, men från 1838 fanns skolan i Carl Gustaf Söderstrands nybyggda hus på Biskopsgatan 8. Skolan flyttade till realskolan vid Salutorget 1874 och därifrån 1877 till andra våningen i Åbo Akademis nuvarande huvudbyggnad vid Domkyrkotorget, för att mellan 1904 och 1933 inhysas i det nybyggda Åbo konstmuseum. Skolan har därefter haft flera olika lokaler.